# Eremogone
Genre
Eremogone est un genre de plantes à fleurs de la famille des Caryophyllaceae, comprenant une centaine d'espèces originaires d'Amérique du Nord et d'Eurasie. L'espèce type est Eremogone graminifolia.

## Liste des espèces
Selon GBIF (16 juin 2021) :
- Eremogone aberrans (M.E.Jones) Ikonn.
- Eremogone acerosa (Boiss.) Ikonn.
- Eremogone acicularis (F.N.Williams) Ikonn.
- Eremogone aculeata (S.Watson) Ikonn.
- Eremogone acutisepala (Hausskn. ex F.N.Williams) Ikonn.
- Eremogone aksayqingensis (L.H.Zhou) Rabeler & W.L.Wagner
- Eremogone aksayqingensis L.H.Zhou, 2015
- Eremogone ali-gulii Koç & Hamzaoglu
- Eremogone androsacea (Grubov) Ikonn.
- Eremogone angustisepala (Mc Neill) Ikonn.
- Eremogone armeniaca (Boiss.) Holub
- Eremogone asiatica (Schischk.) Ikonn.
- Eremogone baxoiensis (L.H.Zhou) Dillenb. & Kadereit
- Eremogone biebersteinii (Schltdl.) Holub
- Eremogone blepharophylla (Boiss.) Ikonn.
- Eremogone brachypetala (Grossh.) Czerep.
- Eremogone brevipetala (Tsui & L.H.Zhou) Sadeghian & Zarre
- Eremogone bryophylla (Fernald) Sadeghian & Zarre
- Eremogone capillaris (Poir.) Fenzl
- Eremogone cephalotes (M.Bieb.) I.Fenz
- Eremogone cliftonii Rabeler & R.L.Hartm.
- Eremogone commagenae (Çeleb. & Favarger) Rabeler & W.L.Wagner
- Eremogone commagenae Celeb. & Favarger, 2015
- Eremogone congesta (Nutt. ex Torr. & A.Gray) Ikonn.
- Eremogone cucubaloides (Sm.) Hohen.
- Eremogone davisii (Mc Neill) Holub
- Eremogone depauperata Edgew., 2015
- Eremogone dianthoides (Sm.) Ikonn.
- Eremogone drypidea (Boiss.) Ikonn.
- Eremogone eastwoodiae (Rydb.) Ikonn.
- Eremogone edgeworthiana (Majumdar) Sadeghian & Zarre
- Eremogone fendleri (A.Gray) Ikonn.
- Eremogone ferganica (Schischk.) Ikonn.
- Eremogone ferrisiae (Abrams) R.L.Hartm. & Rabeler
- Eremogone ferruginea (Duthie ex F.N.Williams) Pusalkar & D.K.Singh
- Eremogone ferruginea (Duthie ex Williams) Rabeler & W.L.Wagner
- Eremogone ferruginea Duthie ex Williams, 2015
- Eremogone festucoides (Benth.) Rabeler & W.L.Wagner
- Eremogone festucoides Benth., 2015
- Eremogone formosa (Fisch. ex Ser.) Fenzl
- Eremogone franklinii (Douglas ex Hook.) R.L.Hartm. & Rabeler
- Eremogone gerzensis (L.H.Zhou) Rabeler & W.L.Wagner
- Eremogone glaucescens (H.J.P.Winkl.) Ikonn.
- Eremogone globuliflora (Rech.fil.) Ikonn.
- Eremogone graminea (C.A.Mey.) C.A.Mey. ex Fisch. & Mey
- Eremogone griffithii (Boiss.) Ikonn.
- Eremogone grueningiana (Pax & K.Hoffm.) Rabeler & W.L.Wagner
- Eremogone grueningiana Pax & K.Hoffmann, 2015
- Eremogone gypsophiloides (L.) Fenzl
- Eremogone haitzeshanensis (Tsui ex L.H.Zhou) Rabeler & W.L.Wagner
- Eremogone haitzeshanensis Tsui ex L.H.Zhou, 2015
- Eremogone holostea (M.Bieb.) Rupr.
- Eremogone hookeri (Nutt. ex T. & G.) W.A.Weber
- Eremogone ikonnikovii Knjaz.
- Eremogone insignis (Litv.) Ikonn.
- Eremogone isaurica (Boiss.) Ikonn.
- Eremogone ischnophylla (F.N.Williams) Rabeler & W.L.Wagner
- Eremogone ischnophylla F.N.Williams, 2015
- Eremogone jakutorum (A.P.Khokhr) N.S.Pavlova
- Eremogone juncea (M.Bieb.) Fenzl
- Eremogone kansuensis (Maxim.) Dillenb. & Kadereit
- Eremogone kingii (S.Watson) Ikonn.
- Eremogone koelzii (Rech.fil.) Ikonn.
- Eremogone koriniana (Fisch. ex Fenzl) Ikonn.
- Eremogone kumaonensis (Maxim.) Rabeler & W.L.Wagner
- Eremogone kumaonensis Maxim., 2015
- Eremogone ladyginae (Kozhevn.) Ikonn.
- Eremogone lancangensis (L.H.Zhou) Rabeler & W.L.Wagner
- Eremogone lancangensis L.H.Zhou, 2015
- Eremogone ledebouriana (Fenzl) Ikonn.
- Eremogone litwinowii (Schischk.) Ikonn.
- Eremogone loisiae N.H.Holmgren & P.K.Holmgren
- Eremogone longifolia (M.Bieb.) Fenzl
- Eremogone lychnidea (M.Bieb.) Rupr.
- Eremogone macradenia (S.Watson) Ikonn.
- Eremogone macrantha (Schischk.) Ikonn.
- Eremogone meyeri (Fenzl) Ikonn.
- Eremogone micradenia (P.A.Smirn.) Ikonn.
- Eremogone minuartioides Dillenb. & Kadereit
- Eremogone mongholica (Schischk.) Ikonn.
- Eremogone mongolica (Schischk.) Ikonn.
- Eremogone mukerjeeana (Majumdar) Rabeler & W.L.Wagner
- Eremogone mukerjeeana Majumdar, 2015
- Eremogone multiflora (Gilli) Ikonn.
- Eremogone oosepala (Bordz.) Czerep.
- Eremogone paulsenii (H.J.P.Winkl.) Ikonn.
- Eremogone persica (Boiss.) Ikonn.
- Eremogone picta (Sm.) Dillenb. & Kadereit
- Eremogone polaris (Schischk.) Ikonn.
- Eremogone polycnemifolia (Boiss.) Holub
- Eremogone potaninii (Schischk.) Rabeler & W.L.Wagner
- Eremogone potaninii Schischk., 2015
- Eremogone przewalskii (Maxim.) Ikonn.
- Eremogone pseudacantholimon (Bornm.) Holub
- Eremogone pulvinata (Edgew.) Pusalkar & D.K.Singh
- Eremogone pulvinata (Edgew.) Rabeler & W.L.Wagner
- Eremogone pulvinata Edgew., 2015
- Eremogone pumicola (Coville & Leiberg) Ikonn.
- Eremogone qinghaiensis (Tsui & L.H.Zhou) Rabeler & W.L.Wagner
- Eremogone qinghaiensis Tsui & L.H.Zhou, 2015
- Eremogone rigida (M.Bieb.) Fenzl
- Eremogone roborowskii (Maxim.) Rabeler & W.L.Wagner
- Eremogone roborowskii Maxim., 2015
- Eremogone saxatilis (L.) Ikonn.
- Eremogone scariosa (Boiss.) Holub
- Eremogone shannanensis (L.H.Zhou) Rabeler & W.L.Wagner
- Eremogone shannanensis L.H.Zhou, 2015
- Eremogone sinaica (Boiss.) Dillenb. & Kadereit
- Eremogone stenomeres (Eastw.) Ikonn.
- Eremogone surculosa (Rech.fil.) Ikonn.
- Eremogone szowitsii (Boiss.) Ikonn.
- Eremogone taibaishanensis (L.H.Zhou) Rabeler & W.L.Wagner
- Eremogone taibaishanensis L.H.Zhou, 2015
- Eremogone talassica (Adylov) Czerep.
- Eremogone tetrasticha (Boiss.) Ikonn.
- Eremogone tschuktschorum (Regel) Ikonn.
- Eremogone turlanica (Bajtenov) Czerep.
- Eremogone ursina (Rob.) Ikonn.
- Eremogone zadoiensis (L.H.Zhou) Rabeler & W.L.Wagner
- Eremogone zadoiensis L.H.Zhou, 2015
- Eremogone zargariana (Parsa) Holub

## Systématique
L'espèce type est Eremogone graminifolia, décrite par le botaniste autrichien Eduard Fenzl en 1962. Eremogone est possiblement synonyme de Arenaria L. selon GRIN (16 juin 2021).